# کوری بلانت
کوری بلانت (انگلیسی: Corie Blount؛ زادهٔ ۴ ژانویهٔ ۱۹۶۹) بازیکن بسکتبال اهل ایالات متحده آمریکا است. از باشگاه‌هایی که در آن بازی کرده‌است می‌توان به گلدن استیت واریرز، فیلادلفیا سونتی‌سیکسرز، فینیکس سانز، لس آنجلس لیکرز، شیکاگو بولز، تورنتو رپترز، و کلیولند کاوالیرز اشاره کرد.